# Fejervarya iskandari
Fejervarya iskandari es una especie de rana de la familia Dicroglossidae.

## Distribución geográfica
Es endémica de la isla de Java (Indonesia).  